# 豊浜多元情報システム施設
豊浜多元情報システム施設（とよはまたげんじょうほうシステムしせつ）は、広島県呉市が運営していたケーブルテレビ局の一つである。愛称はケーブルとよはま。元々は、合併前の豊浜町が設立したもので、それを呉市が引き継いだものである。なお、呉市内には同様の経緯で市が運営していた豊有線テレビジョン放送施設があったが、両者は2010年10月1日に統合され、呉市有線テレビジョン放送施設となった。

## サービスエリア
- 呉市豊浜町